# Karl Fichtinger
Karl Fichtinger (* 23. November 1923 in Langschlag (Gemeinde Grafenschlag); † 1. Dezember 1996) war ein österreichischer Politiker der Österreichischen Volkspartei.

## Leben
Fichtinger war ab 1949 selbständiger Landwirt. Er gründete die örtliche Raiffeisenkasse und legte den Grundstein für die Fachschule in Ottenschlag.

## Politik
Er war langjähriger Gemeinderat von Ottenschlag und Obmann der Bezirksbauernkammer. 
Von 1964 bis 1969 war Fichtinger Landtagsabgeordneter.